# Pyretrin
Pyretrin är en grupp insektsdödande ämnen som påträffas i växtriket, huvudsakligen i krysantemumarter. Substansen verkar genom att slå till mot insekters nervsystem så att död inträffar inom minuter. Ämnet pyretrin är den aktiva substansen i schampo för bekämpning av huvudlus och fästingar. Biverkningar hör oftast till ödem i hårbotten, sveda och stickningar.
Pyretrin är mycket giftigt för katter då katter saknar enzym för att bryta ner pyretrin. Fästingmedel för hund innehållande permetrin (Exspot) har vid ett flertal tillfällen givits till katt vilket leder till att katten blir svårt sjuk eller avlider. 
Substansen är mycket giftig för fisk och vattenlevande organismer och har orsakat stora problem vid utsläpp.